# Convent de Sant Roc
El Convent de Sant Roc o Convent del Caputxins és un antic convent caputxí a la ciutat de Figueres (l'Alt Empordà) protegit com a bé cultural d'interès local. És als darrere del raval del Carrer Tapis. D'aquest convent cal destacar la traça històrica de la implantació formant part de la corona de convents extramurs de la vila setcentista, i com a límit de la ciutat murada de les Guerres Carlines. Tot i el seu mal estat de conservació encara es pot apreciar la volumetria específica del conjunt de l'edificació: nau, capelles, galilea, antic claustre i dependències del convent al seu voltant. També les restes arquitectòniques: Basament atalussat, cantoneres, obertures emmarcades, badius, cobertes, ràfecs i campanar. La superfície dels edificis i els seus patis mesurava 3.139 metres quadrats, exclosa l'horta. L'horta d'aquest convent tenia part conreada d'hortalisses, part de camp i part de vinya. A la banda oest de l'edifici, i separat d'ell per un estret pati, posseïa el convent una petita casa destinada a hostatgeria, que afrontava amb el carrer del Rec Arnau. El convent comptava amb 37 cel·les; i la comunitat, el 1835, amb 9 preveres, 1 corista, i 5 llecs, o sigui 15 frares. En època de la visita de Barraquer (~1906) el pis baix allotjava una fàbrica de taps.

## Cripta
Una de les peculiaritats d'aquest convent són els nínxol per a allotjar els cadàvers dels membres de la comunitat. Al costat de la tribuna baixa del costat de l'Evangeli hi ha una escala que baixa a un soterrani, i en l'últim mur d'ella es llegeix en majúscules negres: «Esta sepultura la hisieron el año 1764. Fué derrotada por los franceses en 1794—y renovada por un devoto en 1807» Al capdavall de l'escala hi ha una sala gairebé quadrada, que cau sota del cor. Al seu costat oest els frares tenien, temps enrere, un altar, el qual venia a quedar gairebé sota el major de l'església. El mur sobre d'aquest altar guarda aquesta inscripció llatina: «Miserere mei, miserere mei, saltem vos amici mei.» Les parets dels costats estan formades per nínxols, no col·locats horitzontals per tenir un cadàver estès, sinó vertical, a mode de latrines, amb el seu seient i forat en ell, i sobre d'ells corre una altra línia de nínxols grans.
Quan moria un caputxí, abans que el cadàver es refredés l'asseien en una cadira. Aquests frares morien vestits. Dalt d'aquesta cadira era dut al presbiteri del temple, i allà estava durant la missa de cos present. A l'altre dia se'l baixava a la cripta, i allà, quedant assegut de la mateixa manera, se li resava una altra missa. Després se'l col·locava assegut al seu nínxol passant-li una barra travessada davant del pit per a evitar que caigués cap endavant, i es tapiava el nínxol. Pel forat esmentat del nínxol s'escorrien tots els líquids de la descomposició del cos, i anaven a un pou sense aigua. Quan el cadàver havia acabat la seva descomposició, les restes eren dipositats en una gran ossera comuna, al fons i a l'esquerra de la cripta, i aquell nínxol s'usava per a albergar un altre cadàver.